# 廣州地鐵十一號線列車
廣州地鐵十一號線列車是广州地铁的电动车组车款之一，地铁內部型號為A9。列車由中車株洲電力機車生產，首列车（11x005-006）已于2023年12月底运抵赤沙车辆段。
随着2024年12月28日11号线通车，本列车亦于当日投入运营服务。

## 列车设计

### 车体

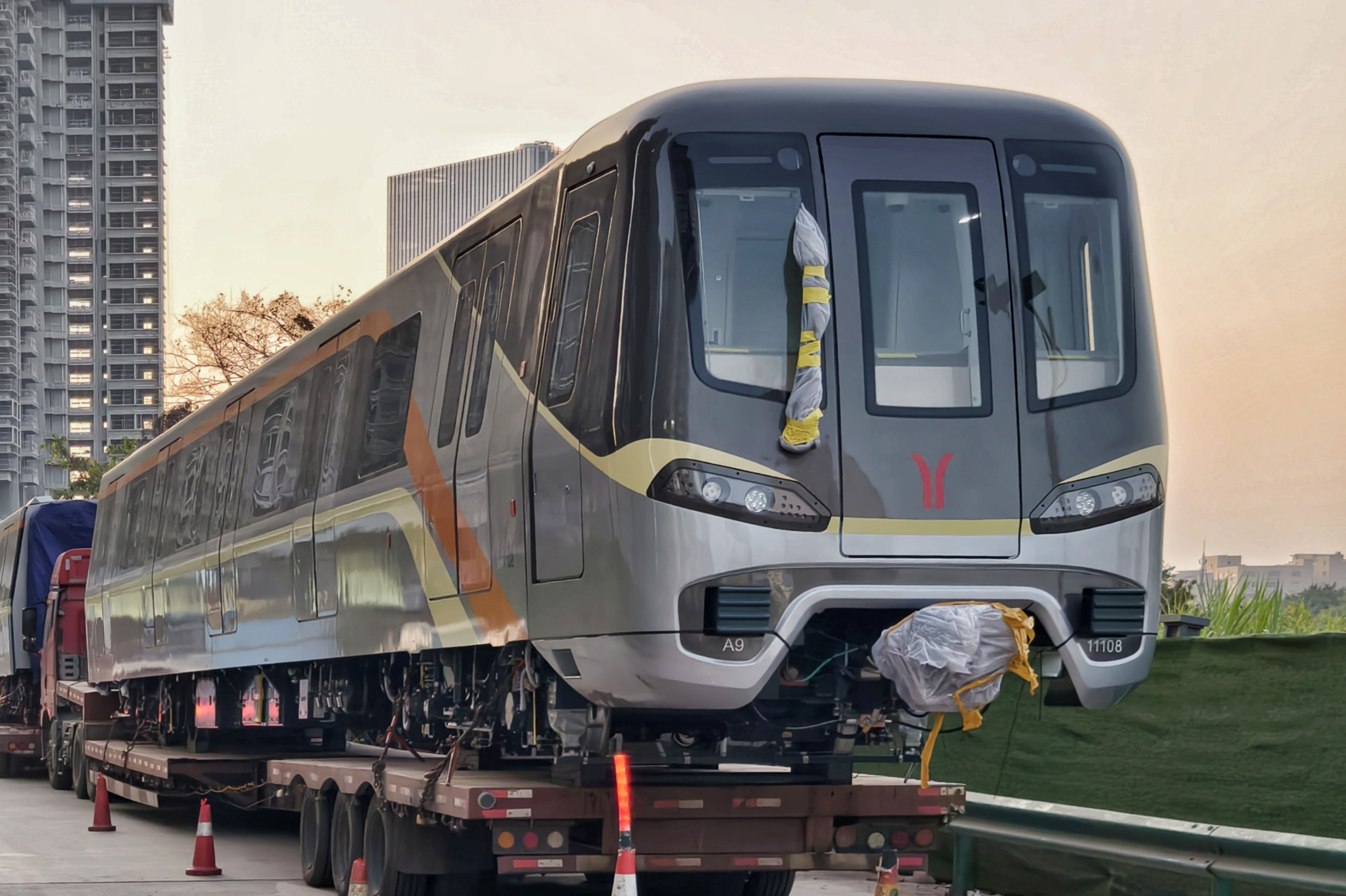
运抵赤沙车辆段的11A108车厢

十一号线列车的车身以珍珠灰为底色，车窗上下绘有浅黄及亮橙两条色带，门窗部分则漆为深灰色；头车侧采用过渡处理，车头前窗部分为深灰色，并采用浅黄色线条作分隔底色处理。

### 车内
列车内部与广州地铁近期购置的二号线增购列车、七号线二期列车及十四号线二期列车一样，采用白色LED灯提供照明，并配有不锈钢制扶手和座椅，立柱及座位两侧的扶手偏上部分使用广州地铁特色“红”进行衬托。列车在车门上方设有LCD动态地图，并在車廂兩端贯通道的顶部设有信息显示屏；客室地板结构则采用隔声毡+铝蜂窝板+地板布的设计，有效控制及降低车辆噪声。

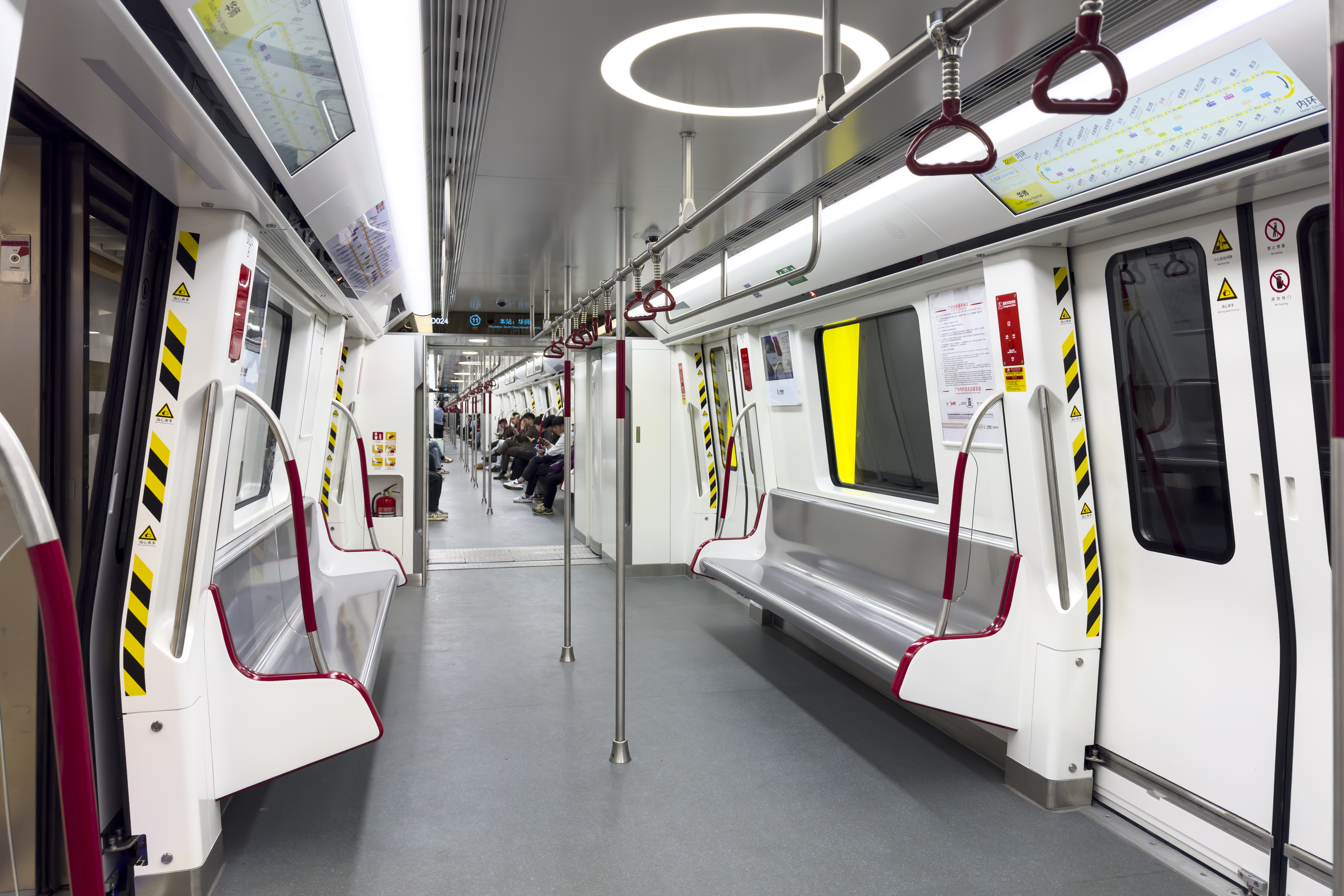
列车内部
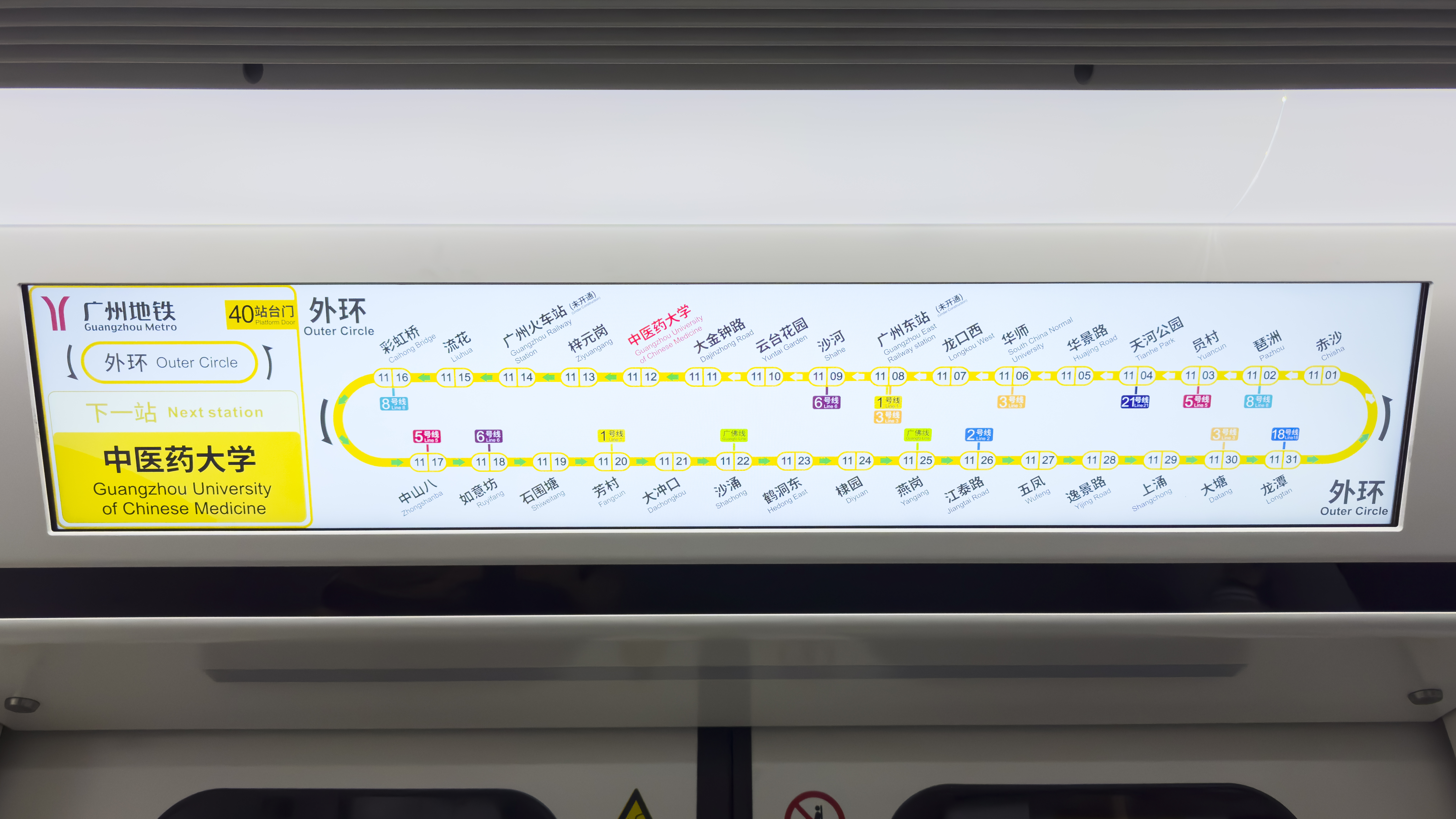
设于车门上方的LCD动态地图

### 走行机器

#### 牵引系统
与A8型、A10型、B11型、B12型列车一样，A9型列车采用永磁牵引系统。

##### 牵引电机
每节B、C单元车厢下方各安装一台牵引逆变器，每台牵引逆变器驱动四台额定功率190千瓦的永磁同步牵引电机。具体而言：每台电机对应一个逆变单元，每两个逆变单元及一个斩波单元集成在一套功率单元中；一个变流模块集成了两套功率单元，每套功率单元都与牵引逆变器内集成式电抗器中的一路相连；变流模块的直流侧采用车控方式控制，交流侧采用轴控方式控制。

##### 牵引逆变器
牵引逆变器采用永磁P2平台（t Power-TN34系列）产品，以“安全可靠、绿色高效、小型轻量、智能便捷”为目标，满足SIL4安全功能等级，并拥有智能诊断功能，具有高工作效率、高安全系数、高集成度、高可靠性的优点，与永磁P1平台（t Power-TN27系列）产品相比，单台机器可实现体积减小36.34%、重量降低34.5%、额定损耗降低25.4%。

##### 高压电器箱
列车的高压电器箱为适用于标准地铁列车平台的t Driver-EH144系列产品，安装于B单元车厢（带车间电源）和带受电弓的D单元车厢（无车间电源）。高压电器箱内含高速断路器、辅助熔断器、三位置转换开关等部件，连接前端的受电弓及后端的牵引逆变器和辅助电源，对牵引及辅助系统整体进行保护。

#### 辅助系统
列车的辅助电源由株洲中车时代电气提供，安装在A单元车厢下方，除 11x099-100 号车组安装四台以外，其余列车每列安装两台。
多数列车的辅助电源为t Power-AA55系列高频辅变平台产品，两套135千伏安的电源单体（包括120千伏安的辅助逆变器和15千瓦的蓄电池充电机）集成在一个箱体内，单台机器与t Power-AA6系列工频辅变平台产品相比可减重400千克以上。
11x099-100 号车组的辅助电源为“碳之力”高频辅助变流器（t Power-AA63系列）的首两个应用项目之一。与普通列车的辅助电源相比，其配置的功率模块采用新一代SiC-MOSFET器件，结构紧凑且高度集成化，工作效率提升2%、损耗下降30%，节能效果明显。

## 列车编组
十一号线列车以8节车厢为一列，每列车由两个动力单元组成，其中一个动力单元由两个带受电弓动车、一个不带受电弓动车和一个带司机室拖车组成，而另一个动力单元则由两个不带受电弓动车、一个带受电弓动车和一个带司机室拖车组成。列車共計生產55列，其編號由11x001-002起至11x109-110止。
|                                                                                               | 十一号线列车（A9） |              |                 |              |                 |              |                 |                 |   |                 |              |                 |              |                 |              |              |   |
| 动力单元                                                                                      |                    | 11××× （奇） | 11××× （奇）    | 11××× （奇） | 11××× （奇）    | 11××× （奇） | 11××× （奇）    | 11××× （奇）    |   | 11××× （偶）    | 11××× （偶） | 11××× （偶）    | 11××× （偶） | 11××× （偶）    | 11××× （偶） | 11××× （偶） |   |
| 車廂編號                                                                                      | 11A001 : 11A109    |              | 11B001 : 11B109 |              | 11C001 : 11C109 |              | 11D001 : 11D109 | 11D002 : 11D110 |   | 11C002 : 11C110 |              | 11B002 : 11B110 |              | 11A002 : 11A110 |              |              |   |
| 受电弓                                                                                        |                    | ＜           |                 | ＜           |                 |              | ＞              |                 |   |                 |              |                 |              |                 |              |              |   |
| 車廂类型                                                                                      | =                  | Tc           | -               | Mp           | -               | M            | -               | Mp              | + | M               | -            | M               | -            | Mp              | -            | Tc           | = |
| 安裝機器                                                                                      |                    | SIV, BT      |                 | VVVF, BR, HV |                 | VVVF, BR, CP |                 | VVVF, BR, HV    |   | VVVF, BR, CP    |              | VVVF, BR, CP    |              | VVVF, BR, HV    |              | SIV, BT      |   |
| 车厢设备                                                                                      | 弱冷               | 弱冷         |                 | 無障礙設施   | 無障礙設施      |              | 弱冷            | 弱冷            |   |                 |              |                 |              |                 |              |              |   |
| M：动力车；Mp：带受电弓的动车；Tc：带驾驶室的拖车                                             |                    |              |                 |              |                 |              |                 |                 |   |                 |              |                 |              |                 |              |              |   |
| ＝ ：全自动车钩；+ ：半自动车钩；- ：半永久牵引杆                                             |                    |              |                 |              |                 |              |                 |                 |   |                 |              |                 |              |                 |              |              |   |
| VVVF：牵引逆变器；SIV：辅助电源；HV：高压电器箱；BR：制动电阻；BT：蓄電池；CP：電動空氣壓縮機 |                    |              |                 |              |                 |              |                 |                 |   |                 |              |                 |              |                 |              |              |   |
| ：设有轮椅停放区                                                                              |                    |              |                 |              |                 |              |                 |                 |   |                 |              |                 |              |                 |              |              |   |